# Jumeirah Islands
Jumeirah Islands est un ensemble de résidences 5 étoiles, situé à 30 km au sud-ouest du centre de la ville de Dubaï aux Émirats arabes unis, il est constitué de 50 petites îles circulaires d'un diamètre de 180 mètres se trouvant sur un lac artificiel de 2,5 km de long sur 990 mètres de large. 46 de ces îles abritent chacune 16 villas, deux autres contiennent chacun deux immeubles de trois étages et deux autres possèdent des maisons de ville.
Chacune des 736 villas, d'une superficie de plus de 470 à près de 670 m², possède chacune de 4 ou 5 chambres à coucher, un jardin privatif avec piscine. 
L'archipel possède également un restaurant, un supermarché, un gymnase et un centre de loisirs. 
Le programme a été achevé à la fin de 2006.

## Galerie

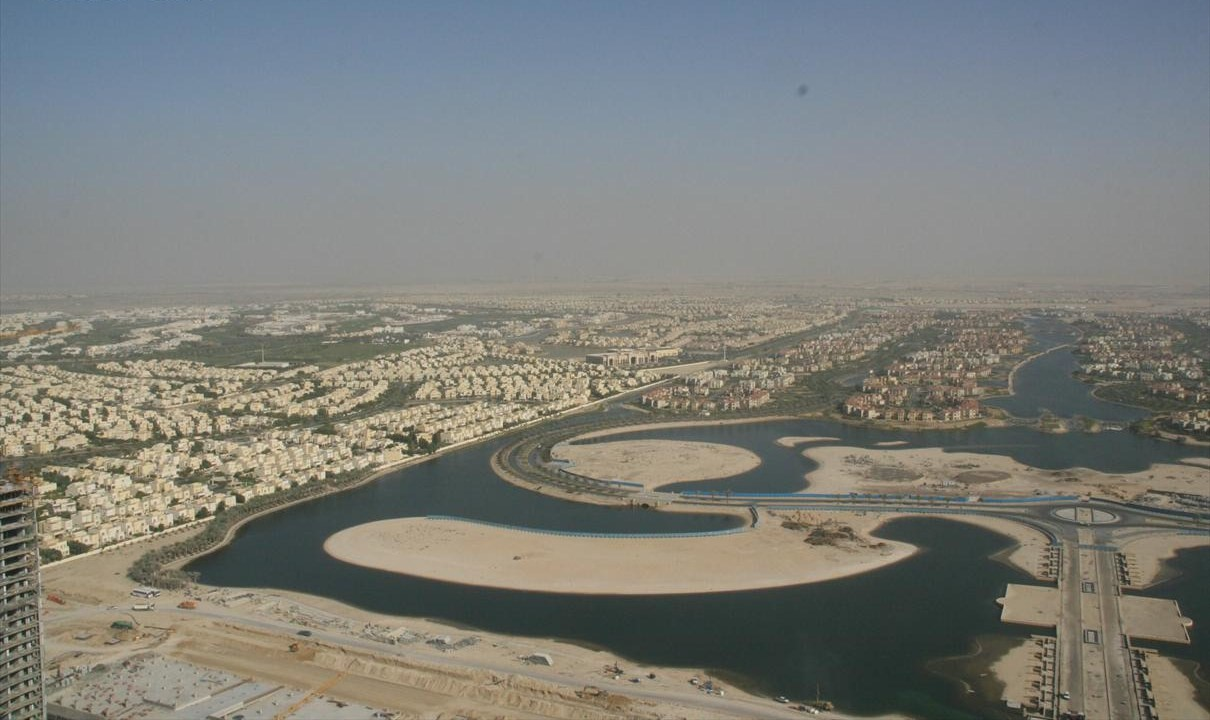
Jumeirah Islands vu de Almas Tower le 28 février 2007
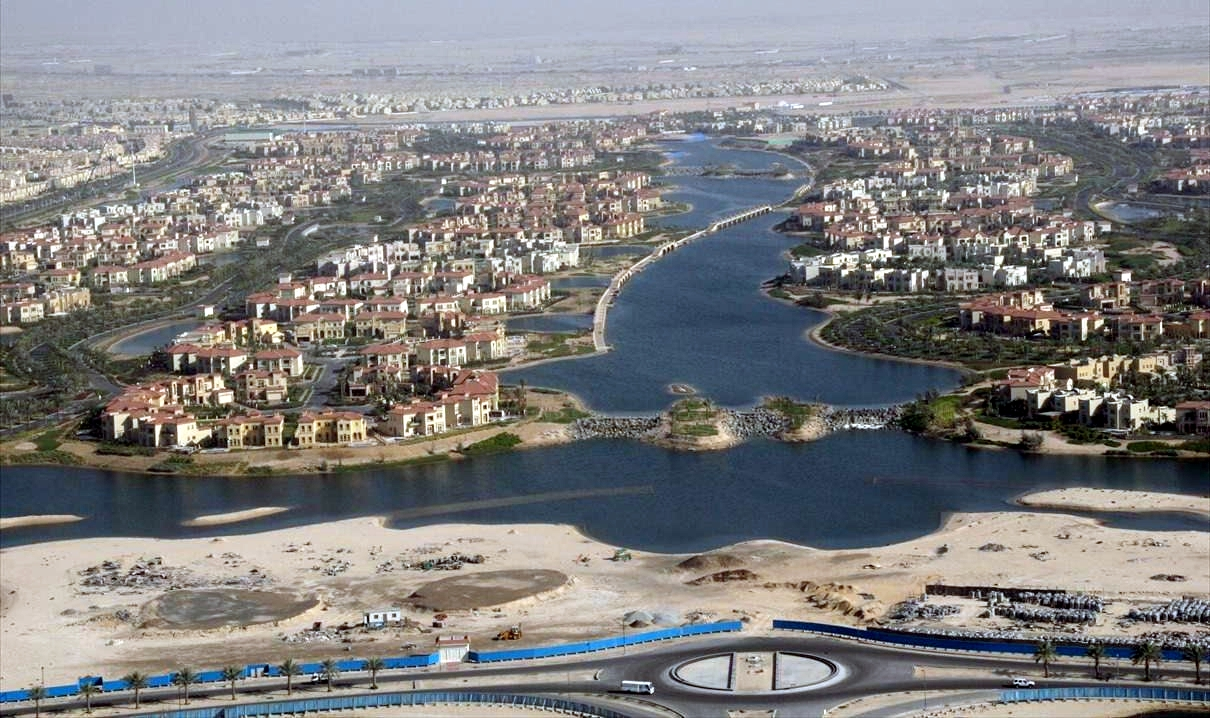
Jumeirah Islands même point de vue
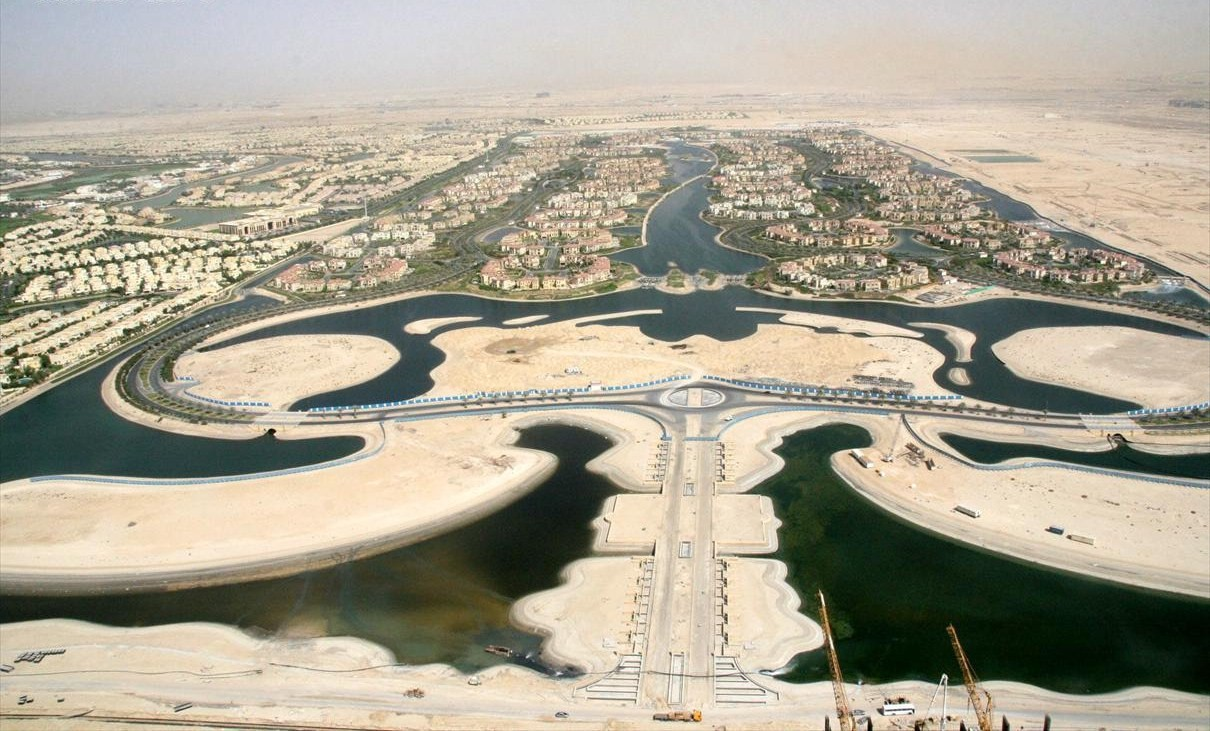
Jumeirah Islands vu le 24 mai 2007